# GNU TeXmacs
GNU TeXmacs é um processador de texto livre direcionado para o desenvolvimento de textos técnicos e cientificos que faz parte do projeto GNU. Produz textos estruturados de alta qualidade e com uma interface com utilizador do tipo WYSIWYG. Escrito e mantido por Joeris van der Hoeven.
Foi inspirado no TeX e no GNU Emacs. Isto é, a interação com o programa é igual ao do GNU Emacs e o resultado do documento é idêntico ao do LaTeX. Ideal para quem quer criar documentos com a qualidade do LaTeX mas com uma interface WYSIWYG.